# Emiliano Insúa
Emiliano Adrián Insúa Zapata (ur. 7 stycznia 1989 w Buenos Aires) – argentyński piłkarz występujący na pozycji obrońcy. Od 2022 roku jest zawodnikiem Racing Club.

## Kluby i transfer

### Wczesne lata
Insúa nie przebił się do pierwszej drużyny Boca Juniors, dlatego też został wypożyczony na 18 miesięcy do Liverpoolu. W umowie zawarto opcję transferu definitywnego. Liverpool za wypożyczenie musiał zapłacić 100 tys. funtów. W letnim oknie transferowym 2007 roku został na stałe w Liverpoolu, gdzie powędrował w zamian za Gabriela Palettę. Insúa zadebiutował w barwach Liverpoolu 28 kwietnia 2007 roku w wyjazdowym spotkaniu Premier League przeciwko Portsmouth. 28 października 2009 roku strzelił swoją pierwszą bramkę w barwach Liverpoolu, w przegranym 2:1 spotkaniu z Arsenalem w ramach czwartej rundy Curling Cup.

### Liverpool
17 lipca 2010 Liverpool porozumiał się z Fiorentiną w sprawie transferu Insúy do tego klubu. 3 sierpnia 2010 Fiorentina potwierdziła, iż Emiliano Insua nie przejdzie do ich klubu ze względu na zbyt wygórowane zarobki zawodnika.

### Sporting CP
27 sierpnia podpisał 5-letni kontrakt ze Sportingiem za nieujawnioną kwotę. Swój debiut w portugalskiej drużynie, a zarazem pierwszego gola zaliczył przeciwko FC Zürich w wygranym 2-0 meczu Ligi Europy, rozegranym 15 września 2011.

### Atletico Madryt
25 stycznia 2013 roku podpisał 3,5 letni kontrakt z Atlético Madryt

## Reprezentacja
Emiliano reprezentował Argentynę w Mistrzostwach Świata U-20 w Kanadzie, gdzie razem z kolegami zwyciężył w turnieju. Wystąpił w pięciu meczach, m.in. w wygranym spotkaniu z Polską w 1/8 finałów mistrzostw. Brał także udział w Młodzieżowych Mistrzostwach Ameryki Południowej, które zostały rozegrane w Paragwaju.
10 października 2009 roku zadebiutował w seniorskiej reprezentacji Argentyny. W wygranym 2:1 meczu z Peru rozegrał 90 minut i pokazał się z dobrej strony.